# Elisabeth von Schleicher

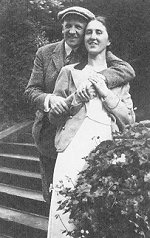
Kurt und Elisabeth von Schleicher (1931)

Elisabeth Auguste Kathinka Gertrud von Schleicher, geb. Elisabeth von Hennigs (* 18. November 1893 in Potsdam; † 30. Juni 1934 in Nowawes) war die Ehefrau des deutschen Reichskanzlers und Generals Kurt von Schleicher.

## Leben
Elisabeth von Hennigs wurde 1893 als zweites Kind und als einzige Tochter des preußischen Generals Victor von Hennigs (1848–1930) und seiner Gattin Paula, geborene von Albedyll, geboren. Ihre beiden Brüder kamen im Ersten Weltkrieg ums Leben.
Am 7. Januar 1916 heiratete von Hennigs in erster Ehe den brandenburgischen Adeligen und königlich-preußischen Rittmeister Bogislav Otto Hans Karl von Schleicher (* 23. Oktober 1892 in Perleberg; † 2. November 1945 in der Sowjetunion) in Berlin-Lichterfelde. Aus der Ehe ging eine Tochter, Lonny Elisabeth Marie Paula von Schleicher (* 4. November 1919 in Berlin-Lichterfelde-West; † 13. November 2014 in München), hervor. Am 28. Juli 1931 heiratete sie in zweiter Ehe den Offizier und späteren Reichskanzler Kurt von Schleicher, einen Vetter ihres ersten Ehemanns, von dem sie sich zuvor in einvernehmlicher Absprache aller Beteiligten am 4. Mai 1931 hatte scheiden lassen.

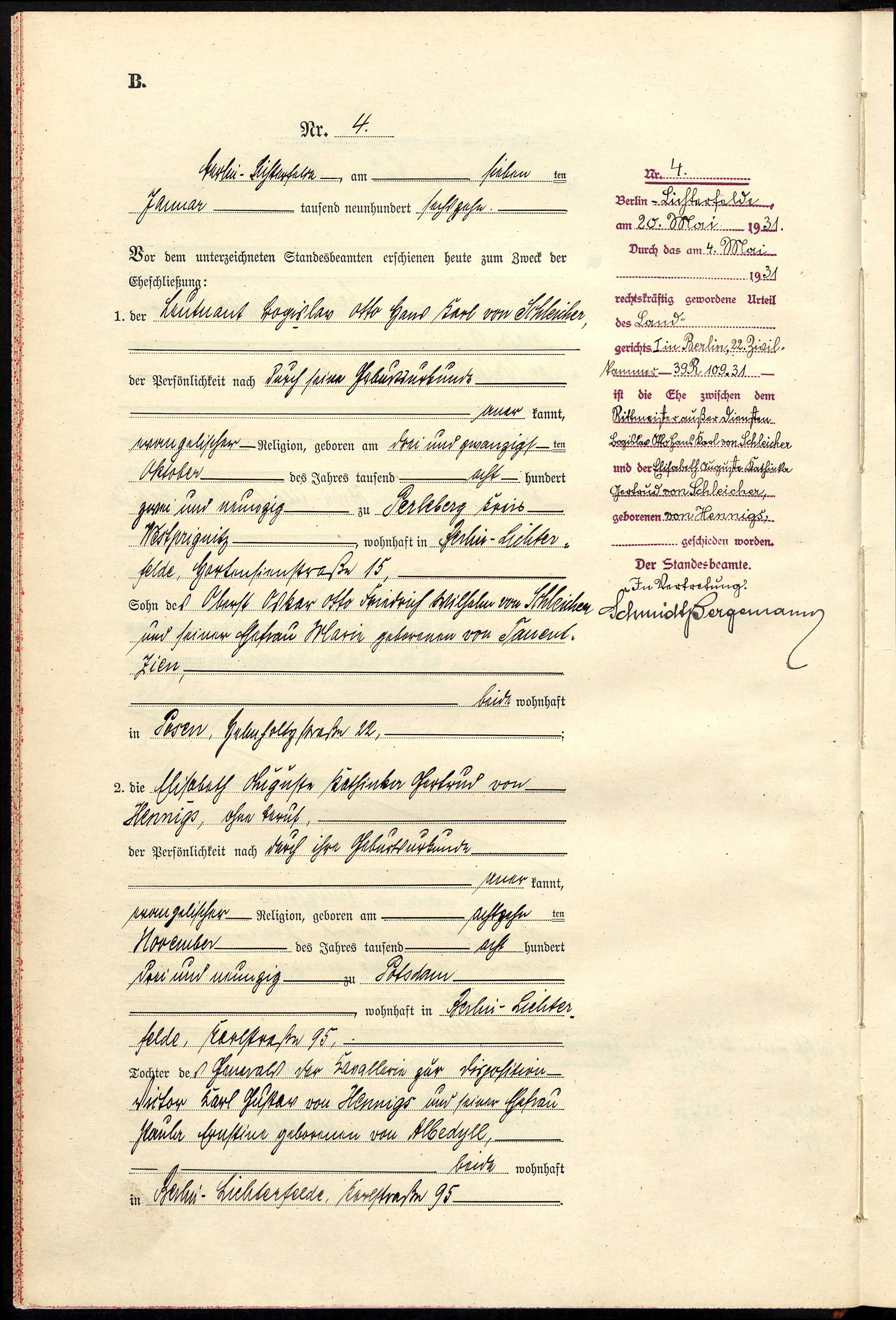
Heiratsurkunde zur ersten Ehe von Elisabeth von Hennigs mit Bogislav von Schleicher mit einem Randvermerk über die Scheidung im Jahr 1931.

Sofern man den Aufzeichnungen des Grafen Kessler glauben darf, kam der Scheidung Elisabeth von Schleichers von ihrem ersten Mann und ihrer Wiederverheiratung mit Kurt von Schleicher indirekt eine nicht geringe politische Bedeutung zu: Kessler berichtet in seinen Tagebüchern (Tagebücher 1918–1937, S. 737ff.), der frühere deutsche Reichskanzler Heinrich Brüning habe ihm in den späteren 1930er Jahren bei einem Zusammentreffen in Paris mitgeteilt, „die Nationalsozialisten“ hätten im Zuge ihrer Auseinandersetzung mit Schleicher – der von 1929 bis 1932 in seiner Eigenschaft als wichtigster Berater des Reichspräsidenten Paul von Hindenburg diesem gegen die nationalsozialistische Bewegung gerichtete Ratschläge erteilte – die Scheidungsangelegenheit verwendet, um das Ansehen des ihnen unliebsamen Schleicher beim Reichspräsidenten zu schmälern. Zu diesem Zweck hätten sie, „unangenehme“, den Scheidungsfall Elisabeth von Schleicher betreffende Dokumente durch einen Einbruch in eine Anwaltskanzlei an sich gebracht und diese Hindenburg zukommen lassen. Hindenburg – ein sehr konservativer Mann und gläubiger Christ, der eine sehr ablehnende Haltung zum Thema Scheidung besaß – sei in der Folge durch die ihm zugespielten Informationen über die Schleichers Eheschließung vorangegangene Scheidung in negativer Weise gegenüber seinem Protegé eingestellt gewesen. Nach Brünings Auffassung habe diese Angelegenheit in maßgeblicher Weise dazu beigetragen, dass Schleicher im Jahre 1932 in der Gunst des greisen Staatsoberhauptes zunehmend sank und seine Schlüsselstellung als wichtigster Berater Hindenburgs zugunsten Franz von Papens verloren habe. Von Papen sei es so möglich geworden, seine sich im Folgenden als fatal erweisende Vertrauensstellung bei Hindenburg zu gewinnen.
Schleicher selbst urteilte 1931 in einem Brief an den früheren Reichswehrminister Otto Geßler über seine Ehe, dass ihm bei seiner Arbeit „eine gewisse Stützung durch weibliche Klugheit und fraulichen Takt nötig“ sei. Verschiedene Memoirenwerke, wie etwa von Papens „Der Wahrheit eine Gasse“ vermerkten dabei unabhängig voneinander über Elisabeth von Schleicher: „Ihr Aussehen und ihr Charme trugen ihr (und Schleicher) bei allen Veranstaltungen, den offiziellen wie den privaten, viel Bewunderung ein.“ und habe ihrem Ehemann so beim Ausbau seiner Beziehungen auf politischer und halbpolitischer (gesellschaftlicher) Ebene geholfen (von Plewhe, S. 143).
Die Familie lebte zunächst in Schleichers Wohnung in der Berliner Alsenstraße und bezog 1932, nach seiner Ernennung zum Reichswehrminister eine Dienstwohnung im Reichswehrministerium in der Bendlerstraße, in der sie auch nach dem Amtsantritt Schleichers als Reichskanzler verblieb. Anfang Februar 1933, kurz nach Schleichers Rücktritt als Kanzler und der Ernennung Adolf Hitlers zum Regierungschef, erwarb das Ehepaar von Schleicher eine Villa in der Griebnitz-Straße 4 in Neubabelsberg – genauer gesagt: in Klein Glienicke – bei Potsdam (heute Teil Potsdams) in unmittelbarer Nachbarschaft zur Familie Adenauer. Das Gebäude wurde später abgerissen, weil es im Todesstreifen der Mauer lag.

## Ermordung

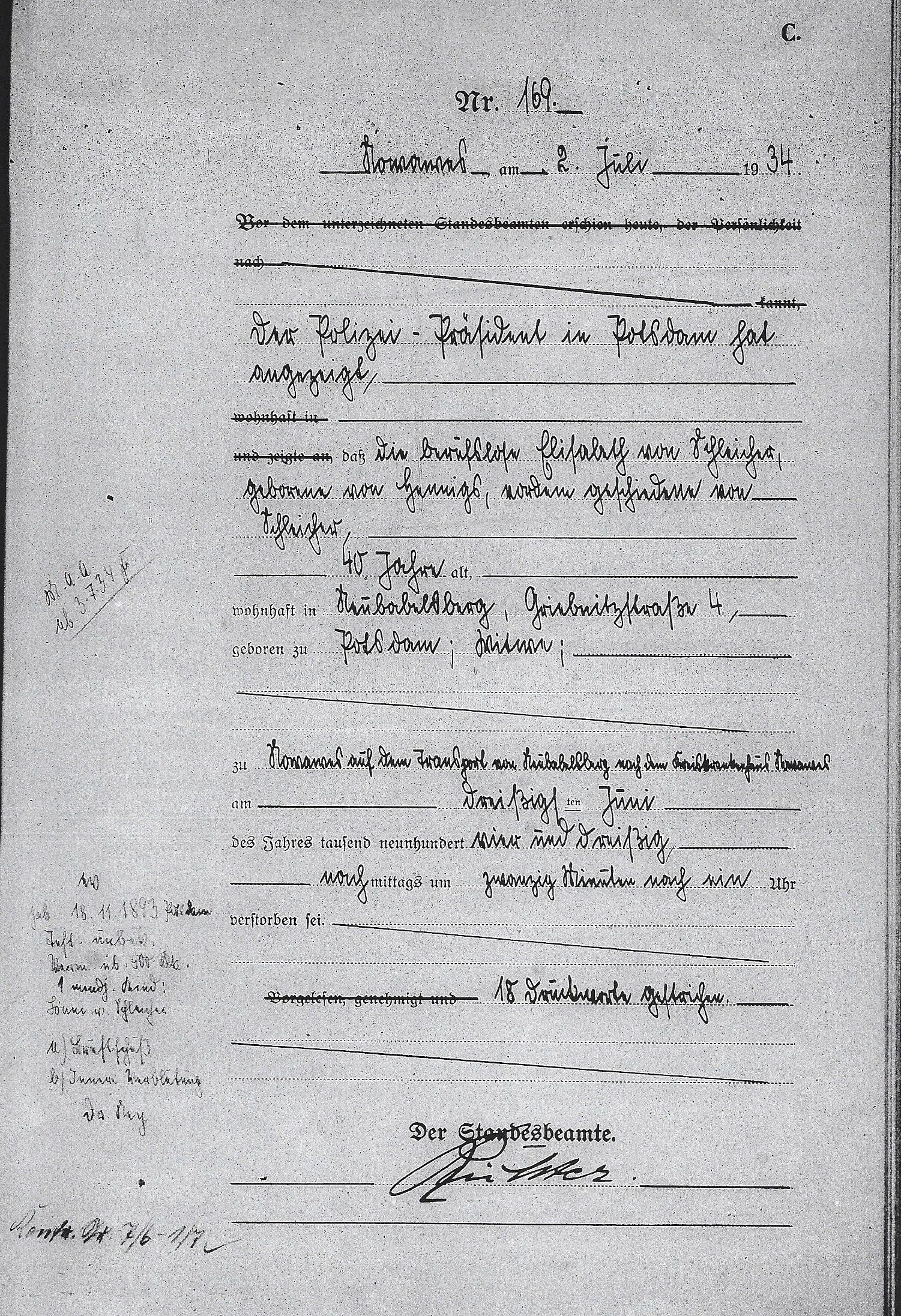
Sterbeurkunde für Elisabeth von Schleicher vom 2. Juli 1934.

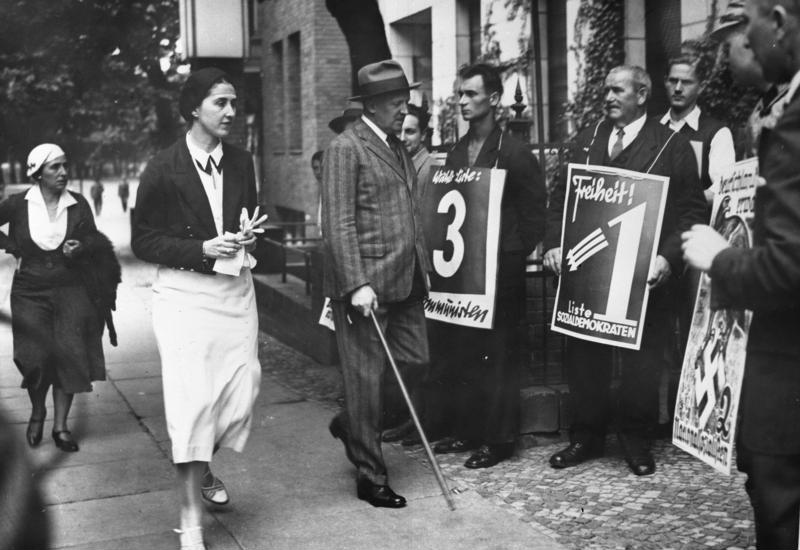
Elisabeth von Schleicher begleitet ihren Ehemann auf dem Weg zum Wahllokal (Juli 1932)

Am 30. Juni 1934 verschafften sich fünf bis heute nicht identifizierte jüngere Männer Zugang zum Haus der Familie Schleicher und erschossen Elisabeth von Schleicher zusammen mit ihrem Ehemann. Der General starb noch am Tatort, seine Ehefrau erlag – in bewusstlosem Zustand – ihren Verletzungen während des Transportes in das Kreiskrankenhaus Nowawes. Die Sterbeurkunde verzeichnet „innere Verblutungen“ als Todesursache. Die Leichen von Kurt und Elisabeth von Schleicher wurden kurz vor der geplanten Beerdigung von der Gestapo beschlagnahmt. Erst nach dem „Begräbnis“ Elisabeth von Schleichers und ihres Gatten, das ohne die sterblichen Überreste auf dem Parkfriedhof Lichterfelde stattfinden musste, wurden den Angehörigen Urnen mit der Asche der Toten zugesandt. Die Toten waren am 3. Juli 1934 im Krematorium Wilmersdorf verbrannt worden.
Als Urheber des Mordauftrags gegen Kurt von Schleicher, dem seine Frau wohl eher zufällig mit zum Opfer fiel, wurden unter anderem Hermann Göring, Heinrich Himmler und Adolf Hitler selbst vermutet. Am wahrscheinlichsten gilt in der Forschung die These, dass die Mörder im Auftrag Himmlers handelten, da Görings Aussage bei den Nürnberger Prozessen, er hätte den General nur verhaften lassen wollen, durch die Tatsache gestützt wird, dass sich am Tag des Verbrechens, einige Stunden nach dem Erscheinen der Mörder, tatsächlich ein zweiter Stoßtrupp von Männern im Haus der Familie einfand, um den General festzunehmen, ihn aber schon tot vorfand. Auszuschließen ist indessen die von Holtzendorff in die Literatur eingebrachte These, dass ein „wild gewordenes Rollkommando“ die Tat begangen haben könnte, da hiergegen schon die enge Koordination des Mordes an Schleicher mit dem Mord an seinem Vertrauten Ferdinand von Bredow spricht. Goebbels’ Bemerkung in einem Tagebucheintrag vom 1. Juli 1934 – „In Berlin programmgemäß. Kleine Panne als die, dass Elisabeth Schleicher mitfiel. Schade, aber nicht zu ändern.“ – stützt dabei die These, dass Elisabeth von Schleichers Tod ein Unfall war, während der Tod ihres Mannes „dem Programm entsprach“, d. h. beabsichtigt war.
Die Ermordung Elisabeth von Schleichers zusammen mit ihrem Ehemann durch die SS (oder Gestapo) während der sogenannten „Nacht der langen Messer“ am 30. Juni 1934 gilt als einer der ersten Akte des Terrors des NS-Regimes. Anders als die Gewalttaten der SA in den Jahren 1933 und 1934, die sich als Ausschreitungen rechtfertigen ließen, an denen die Regierung nichts ändern konnte, war für die gezielte Ermordung des Ehepaares von Schleicher und anderer Personen die Staatsführung direkt verantwortlich.
Unverhohlen war diese Gewalttat insofern, als sie, anders als die Übergriffe gegen andere, wehrhaftere, Personen wie z. B. Parteien oder politische Kampfverbände, eine Hausfrau traf und somit nicht als „Maßnahme der Staatsnotwehr“ zu rechtfertigen war. Die Tat wird häufig als einer der ersten öffentlich sichtbaren Hinweise auf den Charakter des NS-Regimes und als eine Warnung vor dem Kommenden bewertet. In diesem Zusammenhang bezeichnend ist auch das von Friedrich-Karl von Plehwe in der Einleitung seiner Schleicher-Biografie (S. 7ff.) vermerkte Vorstelligwerden der Gestapo im Krankenhaus Nowawes, um den Schmuck der Toten an sich zu bringen, was indessen an der Weigerung des zuständigen Arztes scheiterte, diesen herauszugeben.
Die protestlose Hinnahme der Tötung durch die Bevölkerung und insbesondere durch die maßgeblichen politischen und militärischen Kreise wurde von vielen Historikern und Publizisten (wie z. B. Andreas Hillgruber oder Sebastian Haffner) als ein erstes Mitschuldigwerden derselben oder zumindest als ein Versagen im Angesicht der Taten der Nationalsozialisten bewertet. Man habe, so lautet der oft geäußerte Vorwurf, stillgehalten, als das Regime sich selbst zu demaskieren begann.